# Apamea nigricans
Apamea nigricans är en fjärilsart som beskrevs av C. F. Vieweg 1789. Apamea nigricans ingår i släktet Apamea och familjen nattflyn. Inga underarter finns listade i Catalogue of Life.